# Colom cendrós
El colom cendrós (Columba pulchricollis) és una espècie d'ocell de la família dels colúmbids (Columbidae) que habita els boscos de les muntanyes d'Àsia meridional, a l'est de l'Índia, sud del Tibet, sud-oest de la Xina, Myanmar, nord-oest de Tailàndia i Taiwan.